# Stavelse
Stavelsen är en rytmisk grundenhet samt den minsta prosodiska enheten. En stavelse består av en stavelsekärna, oftast en vokal, som ofta, men inte alltid, är omgiven av konsonanter. De konsonanter som föregår kärnan kallas ansats, de som kommer efter kärnan kallas koda. En eller flera stavelser i ett ord får ofta betoning. På fackspråk kallas den sista stavelsen i ett ord ultima, den näst sista penultima och den tredje stavelsen bakifrån antepenultima. Om stavelsen slutar med en vokal kallas den öppen, medan den kallas sluten om den slutar med en konsonant.
Den idealiska och mest förekommande stavelsen i världens språk består av en inledande konsonant och en vokal, till exempel "da". Så gott som alla språk har den typen av stavelse, och många språk kan fylla på med fler inledande konsonanter, och lägga till ett antal konsonanter efter vokalen/kärnan. Svenskan är ett språk som tillåter extremt många konsonanter: tre initialt ("skri") och åtminstone fem finalt ("skälmskt") (se även fonotax). Konsonantljuden brukar, i de flesta språk, ordna sig runt kärnan/vokalen så att konsonanter med högst sonoritet står närmast före och efter vokalen.
Egenskapen hos ett fonem att kunna agera stavelsekärna kallas för att vara stavelsebildande eller syllabisk, efter det latinska ordet för stavelse, syllaba. Vissa språk, till exempel tjeckiska, tillåter l och r som stavelsekärnor, såsom i ordet vlk (varg) och krk (hals). I en del språk kan ett konsonantljud ta över rollen som stavelsekärna när stavelsens vokal är kraftigt reducerad, till exempel i svenska dialektala katt'n (’katten’), men med bibehållen längd på stavelserna. Ett alternativt synsätt är att vissa språk har en stavning av en kropp plus koda medan andra språk har en stavning med ansats plus rim.
Den minsta syntaktiska enheten kallas morfem. Många morfem består av endast en stavelse. Men majoriteten av morfemen består av mer än en stavelse och begreppen stavelse och morfem är olika begrepp.  

## Typologi
Om man använder förkortningarna A för ansats, K för kärna och C för koda man sätta upp de fyra stavelsetyper som finns i världens språk som följande:
- 1. K
- 2. AK
- 3. KC
- 4. AKC

Världens språk klassificeras av vilka stavelsetyper de har:
- Språktyp I har bara stavelsetyp 2 2. AK. Exempel: senufospråk.
- Språktyp II har stavelsetyperna 1. K och 2. AK. Exempel: swahili.
- Språktyp III har stavelsetyperna 2. AK och 4. AKC. Exempel: arabiska, fulfulde, tyska.
- Språktyp IV har alla fyra stavelsetyperna. Exempel: finska, norska, svenska.

Språk som tillhör typ III och IV kan vidare delas in i sådana som bara tillåter en konsonant i ansats och koda, som fulfulde, och sådana som tillåter flera, som norska och tyska. Finska kommer i ett mellanläge, därför att endast nya lånord har mer än en konsonant i ansatsen, och endast koda i ordet kan ha två konsonanter. Exempel: proosa, 'prosa', där pr utgör ansatsen i den första stavelsen, och hurskas, 'from', där stavelsegränsen går mellan s och k, varvid rs blir koda i den första stavelsen: hurs.kas (punkt används ofta inom fonologin för att markera stavelsegränser). Pronssi, 'brons', visar på båda fenomenen: prons.si. Arabiska kan analyseras på två vis. Det första alternativet är att räkna med att alla ansatser och koda bara tillåter en konsonant, med undantag av ordfinal koda. Dessa är مكتب mak.tab 'kontor' (med en konsonant i varje position) och وقت waqt 'tid' (med två konsonanter i ordfinal koda). Det andra alternativet är att räkna arabiska till de språk som bara tillåter en konsonant i varje position, som fulfulde, och säga att den sista av de två ordfinala konsonanterna står utanför stavelsen: waq.t. Man kallar en konsonant som står utanför stavelsen för extrasyllabisk. Det finns också de som istället för att räkna en sådan konsonant som extrasyllabisk räknar den som ansats till en defekt stavelse.

### Exempel på ansats, kärna och koda
| Stavelse | Ansats | Kärna | Koda |
| -------- | ------ | ----- | ---- |
| plats    | pl     | a     | ts   |

## Kort, lång och överlång stavelse
I vissa språk som fornnordiska språk fanns kort, lång och överlång rotstavelse.
- Kort stavelse har en kort rotvokal följd av en kort konsonant.
- Lång stavelse har en lång rotvokal eller diftong följd av en kort konsonant, eller en kort rotvokal åtföljd av en lång konsonant eller flera konsonanter.
- Överlång stavelse har lång rotvokal eller diftong följd av en lång konsonant eller flera konsonanter.

Terminologin varierar något; ofta görs enbart skillnad mellan kort och lång stavelse, varvid den senare typen inbegriper överlång stavelse.. Denna indelning ligger till grund för fornnordisk metrik.
I de nordiska nutida standardspråken svenska, norska och isländska finns ej kort och överlång stavelse. Kort och överlång stavelse finns dock i folkmål och i standardsvenskan i Finland.